# Alto da Cova
O Alto da Cova é uma elevação portuguesa localizada no concelho de Santa Cruz das Flores, ilha das Flores, arquipélago dos Açores.
Este acidente geológico tem o seu ponto mais elevado a 566 metros de altitude acima do nível do mar. Nas emediações desta formação encontra-se o Pico do Queimado, a Tapada Comprida e a Tapada Nova. Nas suas encostas nasce a Ribeira Funda.